# バイキングエンジン

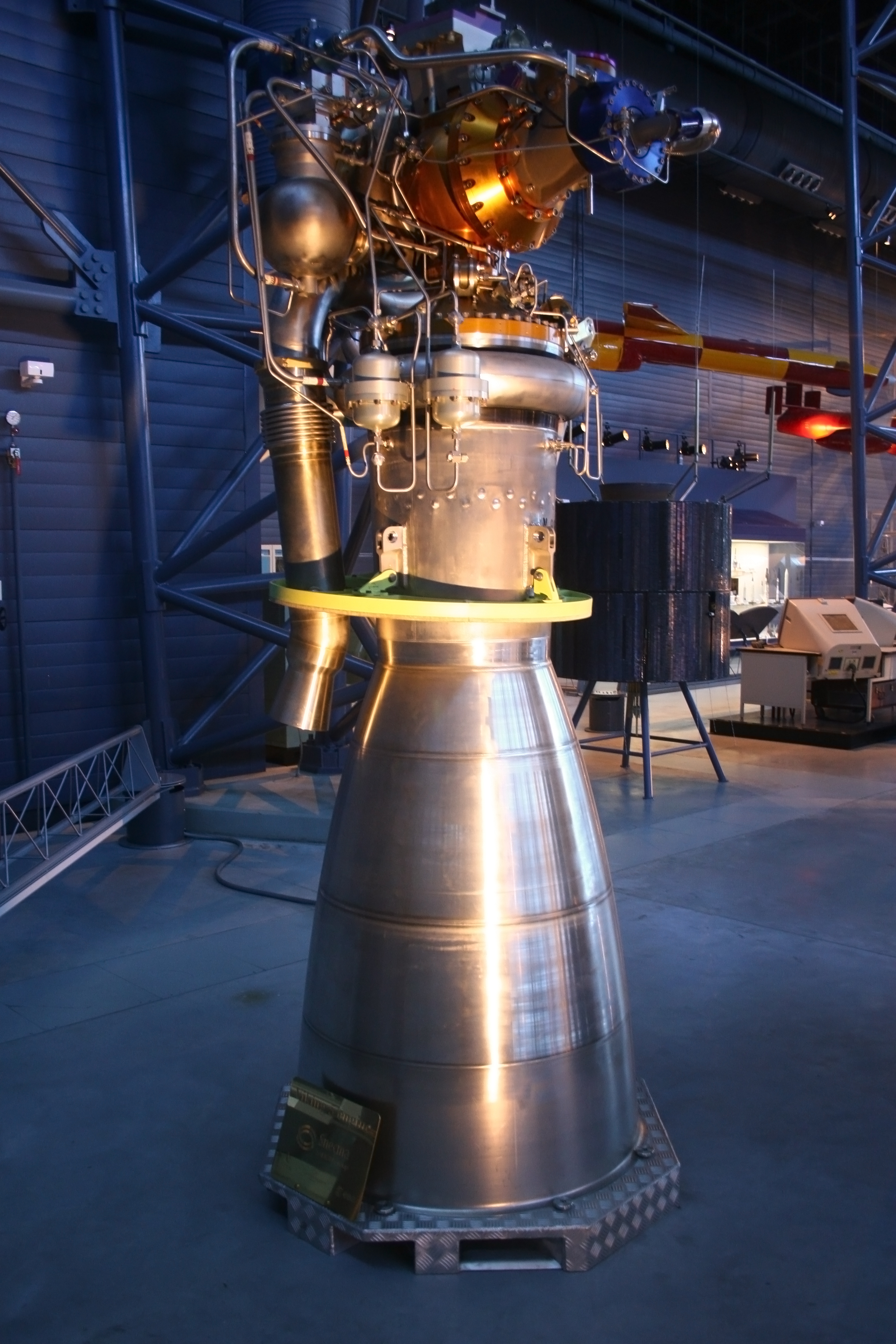
バイキング 5C

バイキングエンジンは、フランスのSEDP（現・スネクマ）が開発したロケットエンジンである。
当初、ヨーロッパIIIロケットの1段目に使用される予定であったが、ヨーロッパロケットの計画終了後に改良され、アリアン1の1段目、並びに真空中で作動するように改良された上で2段目に使用された。その後、後継であるアリアン2・3・4にも採用された。
更にインドでヴィカースとしてライセンス生産され、PSLV、GSLV及びGSLV-IIIロケットに使用される。

## 概要
1973年に開発された初期の形式の推力は約 390 kNだった。アリアン4の第1段では4基が束ねられて使用され、それぞれの推力は 667 kN だった。アリアンの第2段には1基のバイキングが使用された。
バイキングエンジンは2004年2月15日のフライト157まで使用された。25年間に亘り、1000基以上が生産されて成功を収めた。この打ち上げはアリアン4にとって最後となる74回目の連続打ち上げ成功で、9年間連続で打ち上げに成功した。この実績はバイキングエンジンの高い信頼性の賜物である。

## 技術
バイキングエンジンは常温での貯蔵が可能な自己着火性推進剤を燃料とする二液式のガス発生器サイクルのロケットエンジンである。当初、フランスは独力で開発しようとしたがこのような高度のノウハウを必要とする液体燃料ロケットエンジンの開発経験を持っていなかったため、開発は難航した。後にV2ロケットのエンジンを開発したカール‐ハインツ・ブリュンゲルを中心とするドイツ人技術者達の協力を得て開発に成功した。
アリアン1では酸化剤として四酸化二窒素と燃料として非対称ジメチルヒドラジンを使用した。アリアン1の2回目の打ち上げで不安定燃焼の原因は燃料をUH 25に切り替えた事が原因であると結論された。アリアン1から4まで通して酸化剤は変更されなかった。
ターボポンプを駆動するガス発生器では毎秒約1kgの酸化剤と1kgの燃料を燃焼して3000℃のガスを生成する。ガスタービンが破損しないように毎秒4ℓの水が噴射されガスタービンの温度は600℃下がる。タービンは毎分1万回転時に2500kWの出力で2基のターボポンプを駆動し、毎秒約275kgの酸化剤と燃料を燃焼室に送り込む。燃焼室の温度は3000℃に達し、燃料を燃焼室内壁に沿って流し、蒸発熱により直接火炎が燃焼室壁面に接しないように冷却層を形成する。ノズルは積極的な冷却機構を持たないため赤熱する。

## 仕様諸元
| バージョン     | バイキング 2                       | バイキング 2B                       | バイキング 4                       | バイキング 4B                       | バイキング 5C                       | バイキング 6                        |
| -------------- | ---------------------------------- | ----------------------------------- | ---------------------------------- | ----------------------------------- | ----------------------------------- | ----------------------------------- |
| 全高           | 2,87 m                             | 2,87 m                              | 3,51 m                             | 3,51 m                              | 2,87 m                              | 2,87 m                              |
| 直径           | 0,99 m                             | 0,99 m                              | 1,70 m                             | 1,70 m                              | 0,99 m                              | 0,99 m                              |
| 重量           | ?                                  | ?                                   | 826 kg                             | 826 kg                              | 826 kg                              | 826 kg                              |
| 推進剤         | 四酸化二窒素 と UDMH 混合比 1,86:1 | 四酸化二窒素 と UH 25 混合比 1,70:1 | 四酸化二窒素 と UDMH 混合比 1,86:1 | 四酸化二窒素 と UH 25 混合比 1,70:1 | 四酸化二窒素 と UH 25 混合比 1,70:1 | 四酸化二窒素 と UH 25 混合比 1,71:1 |
| 燃料消費       | ca. 275 kg/s                       | ca. 275 kg/s                        | ca. 275 kg/s                       | ca. 275 kg/s                        | ca. 275 kg/s                        | ca. 275 kg/s                        |
| タービン出力   | 2500 kW/10.000 回転/分             | 2500 kW/10.000 回転/分              | 2500 kW/10.000 回転/分             | 2500 kW/10.000 回転/分              | 2500 kW/10.000 回転/分              | 2500 kW/10.000 回転/分              |
| 真空中での推力 | 690 kN                             | ?                                   | 713 kN                             | 800 kN                              | 758 kN                              | 750 kN                              |
| 地上での推力   | 611 kN                             | 643 kN                              | -                                  | -                                   | 678 kN                              | ?                                   |
| 搭載           | アリアン1, GSLV                    | アリアン2, 3                        | アリアン1, PSLV, GSLV              | アリアン2, 3, 4                     | アリアン4                           | PAL (アリアン4 液体燃料ブースター)  |

## 運用
アリアン1には4基のバイキング2エンジンが1段目、真空中での作動時に比推力が高くなるようにノズルの膨張比を高めた改良型のバイキング4エンジンが2段目に使用された。
バイキング2Bエンジンはアリアン2、アリアン3に使用された。アリアン4にはバイキング5Cエンジンが使用された。バイキング4Bエンジンは、真空中で作動する様に設計され、アリアン2及び3の第2段のみならず、アリアン4の第2段にも搭載された。バイキング6エンジンは小型のノズルでアリアン4の打ち上げ時に使用する液体燃料ブースターに使用された。原型のバイキング2から4はインドでヴィカースとしてライセンス生産されPSLV、GSLV及びGSLV-IIIに使用される。
アリアン1からアリアン4までの累計144機で、計958基のバイキングエンジンが使用され、そのうち2基のみが打ち上げ失敗の原因となった。最初の失敗は燃焼室に亀裂が入ったことによるもの、2例目はパイプに布を置き去りにしたという人為的なものである。当初は全てのエンジンは発射台に取り付ける前に事前に試験を行った。信頼性が高いため1998年からは事前に試験をせずに使用する事になった。いくつかのエンジンは無作為に組み立てられそのつど試験された。これは稀な事例である。

## 関連
- ヴィカース（エンジン）- インドで生産、PSLV、GSLV、GSLV-IIIに搭載
- ヴァルカンエンジン - アリアン5に搭載
- アリアン